# Acanthognathus stipulosus
Acanthognathus stipulosus  (лат.) — вид муравьёв рода Acanthognathus из трибы Dacetini, встречающийся в тропиках Южной Америки (Бразилия). Голова гладкая и блестящая. Тело красновато-коричневое, ноги, жвалы и усики жёлтые. Отличаются более тонким вытянутым стебельком петиолем (его узелок сплющен антеровентрально). Имеют мощные развитые мандибулы, по размеру сравнимые с мандибулами муравьёв рода Odontomachus, но относительно короче, чем у других видов рода Acanthognathus.
Эти хищные муравьи живут небольшими семьями, в которых всего несколько десятков муравьёв (не менее чем 30 взрослых особей). Длина рабочих около 4 мм. Усики самок и рабочих 11-члениковые, а самцов — 12-члениковые. Формула щупиков: 5,3 (нижнечелюстные + нижнегубные). Вид был впервые описан в 1969 году американским мирмекологом Уильямом Брауном (Brown W. L. Jr.) и бразильским энтомологом Вальтером Кемпфом (W. W. Kempf).